# سیارک ۲۳۱۹۱
سیارک ۲۳۱۹۱ (به انگلیسی: 23191 Sujaytyle، نامگذاری:2000QD45) بیست و سه هزار و صد و نود و یکمین سیارک کشف شده‌است که در ۲۴ اوت ۲۰۰۰ کشف شد.
قدر مطلق سیارک برابر ۱۸.۶ است.